# 토마니비산

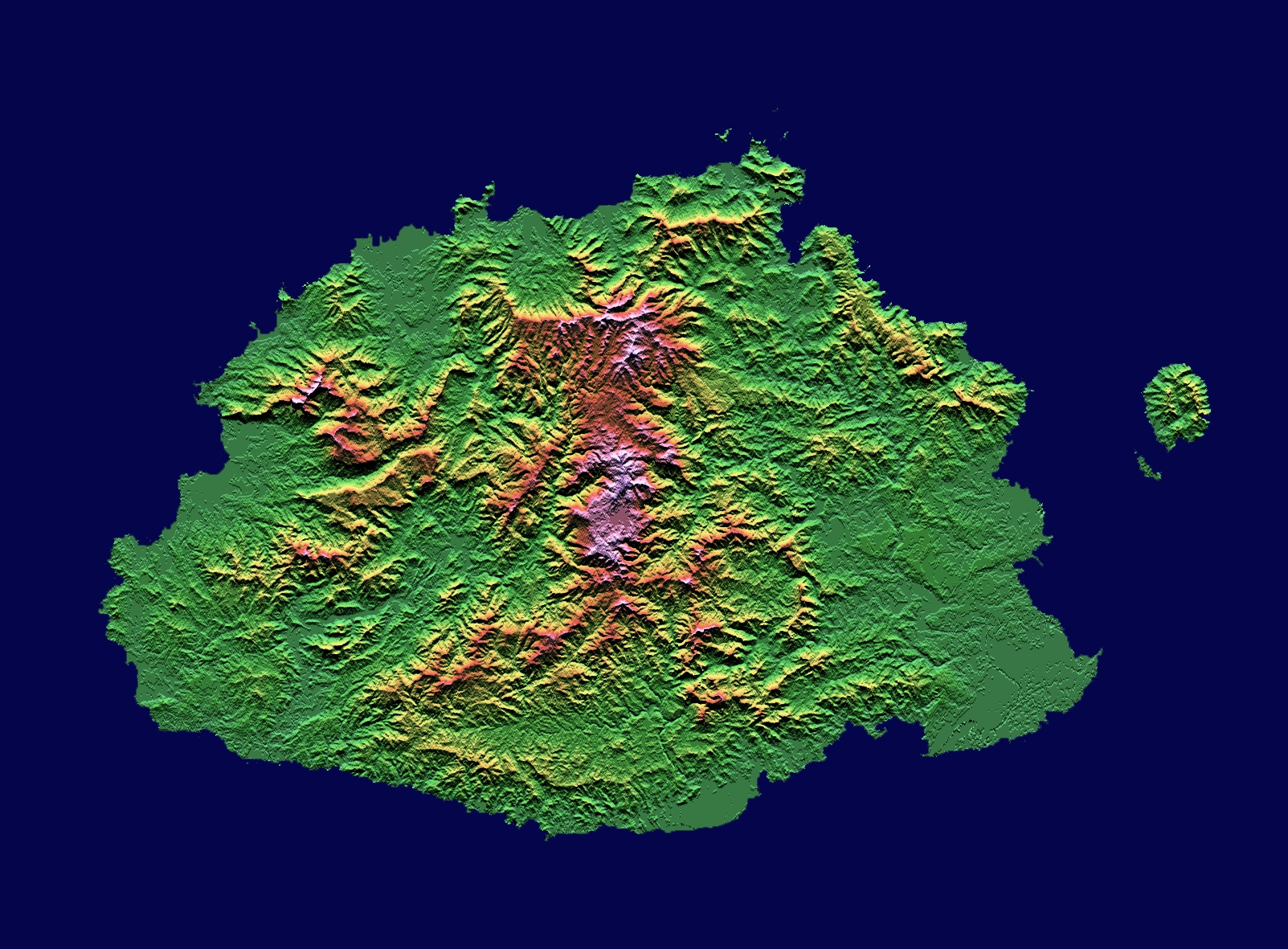
비치레부섬 토마니비산의 지형

토마니비산(Mount Tomanivi)은 피지 비치레부섬에 위치한 산으로 높이는 1,324m이다. 비치레부섬의 북부 고원 지대에 위치한 사화산으로 피지에서 가장 높은 산이기도 하다.
중부 산악 지대에는 레와강(Rewa), 나부아강(Navua), 시가토카강(Sigatoka), 바강(Ba)의 수원지가 위치한다. 고지대에는 삼림 지대가 분포하고 있고 조류를 비롯한 여러 생물들이 서식한다.